# Teucrium lusitanicum
Teucrium lusitanicum — вид квіткових рослин родини глухокропивові (Lamiaceae).

## Опис
Стебла до 45 см, прямостоячі, висхідні або стеляться, щільно повстяні, сіруваті, жовтуваті або сіро-жовті. Горішки від 1,5 до 2,6 мм, сітчасті, голі. 2n = 78, 80. Цвіте з травня по липень.

## Поширення
Захід і південь Піренейського півострова і північний захід Африки.